# Maria Christina Isabelle Natalie van Oostenrijk

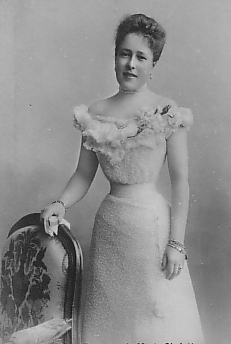
Maria Christina

Maria Christina Isabelle Natalie (Krakau, 17 november 1879 — Anholt, 6 augustus 1962), aartshertogin van Oostenrijk, was lid van het huis Habsburg-Lotharingen. Ze was de dochter van aartshertog Frederik van Oostenrijk en diens echtgenote, Isabella.
Ze trad op 10 mei 1902 te Wenen in het huwelijk met erfprins Emanuel van Salm-Salm. Hij was de oudste zoon van Alfred, de zevende vorst van Salm-Salm. Uit dit huwelijk werden vier kinderen geboren:
- Isabelle (1903-2009), gehuwd met graaf Felix van Loe
- Rosemary (1905-2001), gehuwd met aartshertog Hubert Salvator van Oostenrijk
- Nicolaas (1906-1988), volgde zijn grootvader op als vorst van Salm-Salm
- Cecilie (1911-1991), gehuwd met vorst Frans Jozef van Salm-Reifferscheidt-Krautheim und Dyck

Ze stierf op 82-jarige leeftijd te Anholt.